# Susannah Hornebolt
 (avril 2018).
Susanna(h) Hornebolt ou Horenbout, née vers 1503, et morte avant ou en 1554, est la première artiste féminine[source insuffisante] en Angleterre et de la dynastie des Tudor. Fille de l'artiste flamand Gerard Hornebolt et sœur de Lucas Horenbout, Susannah apprend à peindre auprès de son père. Elle se fait connaître en Europe en 1521 lorsque Albrecht Dürer achète son enluminure, Le Sauveur.
Elle arrive en Angleterre, tout comme Lucas, son père, et sa mère, Margaret Svanders Hornebolt (le nom de famille a été anglicisé en Hornebolt en 1534). Elle est dame d'honneur de la Chambre privée pour Jane Seymour, Anne de Clèves, Catherine Parr et peut-être de la Reine Mary. Elle était considérée comme une artiste par Henry VIII et sa cour. Hornebolt épouse John Parker et après sa mort, elle épouse John Gilman,.
Son travail a été admiré par les artistes contemporains Albrecht Dürer, Guicciardini et Vasari.

## Biographie

### Jeunesse et l'art à Gand

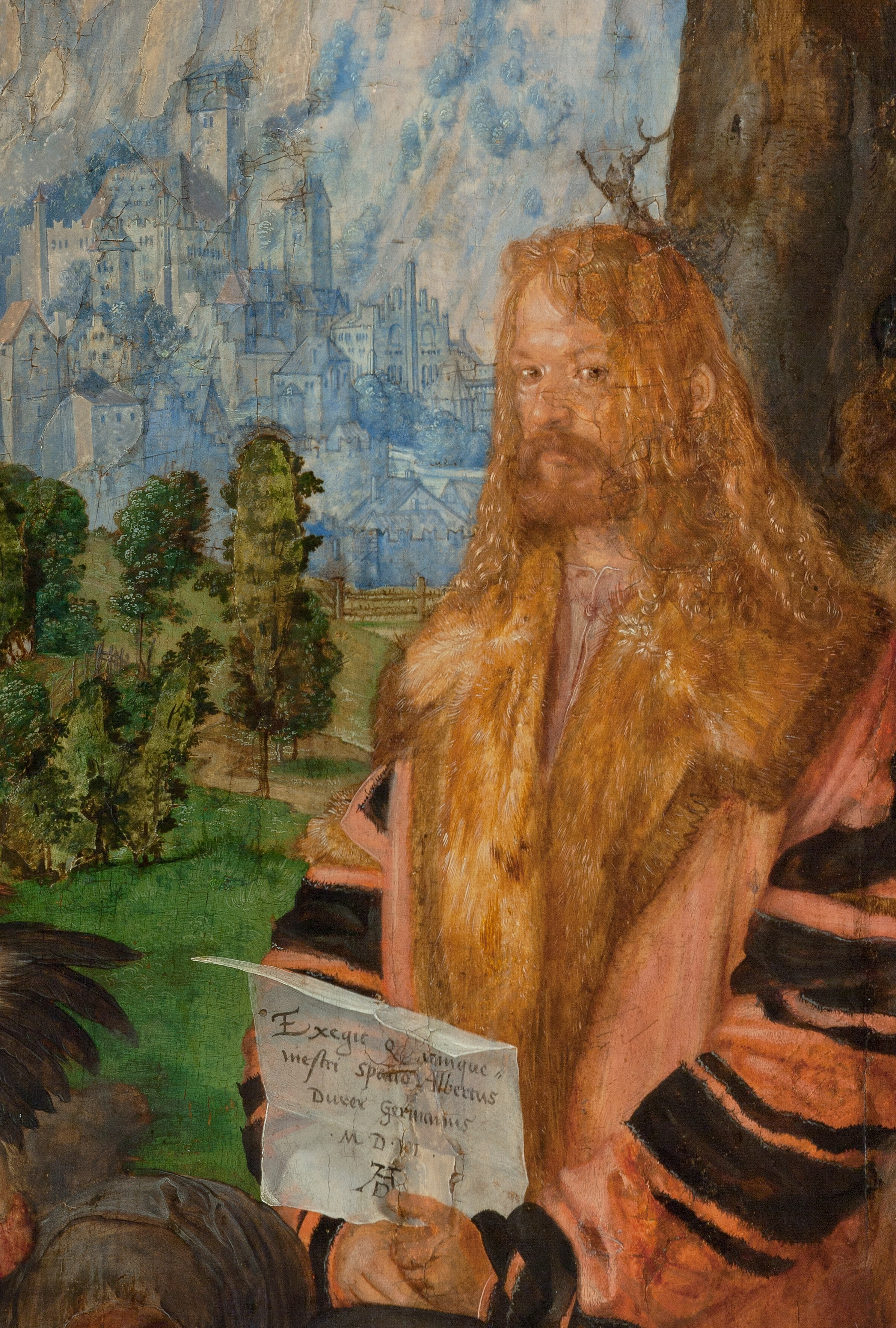
Albrecht Dürer, autoportrait, 1506. Dürer achète l'enluminure de Hornebolt Le Sauveur en 1521.

Susannah Hornebolt est née vers 1503.
Elle est la fille de Gerard Hornebolt et de Margaret Svanders, qui est la fille de Derick Svanders et veuve de Jan van Heerweghe. Susanna Horenbolt est apparentée à Lucas Horenbout,,. Elle commence à travailler pour son père à partir de 1520, et en 1521, elle est connue comme peintre miniature et enlumineuse sur le continent européen. C'est au cours de cette année-là qu'Albrecht Dürer achète une enluminure qu'elle avait faite du Sauveur quand elle était à Anvers avec son père. Guicciardini et Vasari "exaltent son excellence" comme enlumineuse. Guiccidardini écrit en 1567 que son "excellence en peinture, en particulier dans l'art de la miniature et de l'enluminure, était "au-delà de ce que l'on pouvait imaginer". En 1568, Vasari écrit qu'elle fait partie d'une poignée de femmes flamandes qui se distinguent par l'excellence de leur art.
La famille Hornebolt, associée à l'École ganto-brugeoise d'enluminure manuscrite, a été introduite en Angleterre par Henri VIII pour créer des portraits miniatures comme les enluminures religieuses pour « représenter l'approbation de Dieu des Tudors en tant que famille régnante de l'Angleterre ».

### Le foyer de Jane Seymour
Elle arrive ensuite en Angleterre avec ses parents, Gerard et Margaret Hornebolt, en 1522 et est une gentlewoman préposée de Jane Seymour et une artiste de la cour d'Henry VIII. Jane Seymour meurt en 1537.

### Mariage avec Parker
Vers 1525 ou 1526, elle est mariée à John Parker (né vers 1493/4 et mort en septembre 1537), qui était pour Henry VIII un gardien du palais de Westminster, yeoman des arbalètes du roi, et plus tard yeoman des robes du roi,.

### Mariage avec Gilman et chambre privée de la Reine.

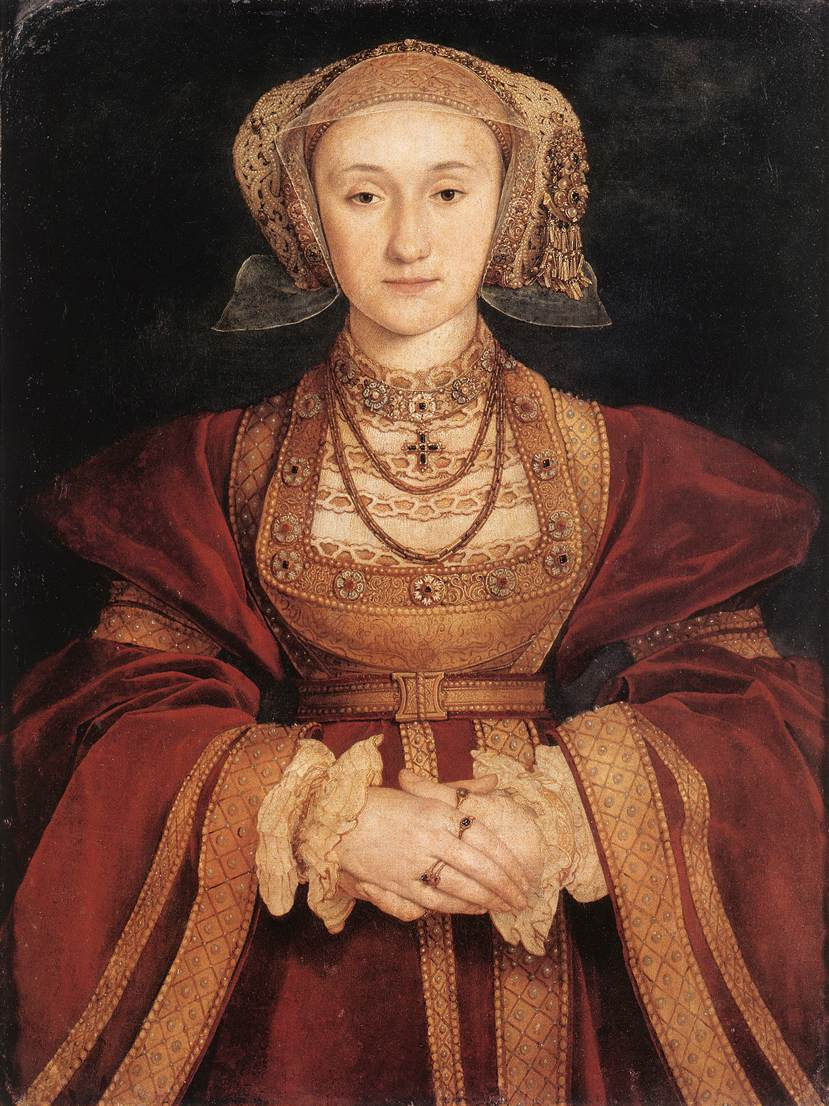
Betrothal portrait of Anne de Clèves par Hans Holbein le Jeune vers 1539. C'est Holbein qui a peint le portrait miniature de Hornebolt et du mari John Parker. Hornebolt a été nommée par Henry VIII préposée à la maison d'Anne de Cleve.

Elle épouse le veuf John Gilman ou Gylmyn (c.1503-1558) le 22 septembre 1539 à Westminster à l'église Sainte-Marguerite. Il a une fille,
Deux semaines après son mariage avec Gilman, elle se rend à Clèves pour escorter Anne de Clèves en Angleterre pour son mariage le 6 janvier 1540 avec Henry VIII. Le roi fourni 40 livres sterling pour que Hornebolt puisse avoir une garde-robe appropriée,. Pauvre à l'époque, elle n'a pas les vêtements appropriés pour la majestueuse visite. Le voyage à Cleves est dirigé par Nicholas Wotton, doyen de Canterbury, et inclut son mari, John Gilman,.
Hornebolt devient membre de la chambre privée de la reine Anne et est responsable de quatre domestiques. La reine la considère comme la « première de ses gentlewomen ».
Les Gilman vivent à Londres, d'abord dans la paroisse de St. Bide, puis à Richmond. Ils ont deux fils et au moins deux filles. Vers 1540, elle et son mari ont eu leur premier enfant, un fils nommé Henry Gilman (1540-1593) ; Henry VIII est le parrain du garçon,. Henry de Twicknam a épousé Isabell West, fille de Thomas West. Hornebolt a également eu une fille nommée Anne (née vers 1541 à 1542),. Hornebolt sert dans la maison de Catherine Parr jusqu'au règne d'Edward VI, qui commence en 1547. En juin de cette année-là, Hornebolt et son mari ont porté une affaire devant la Cour des requêtes contre les héritiers de John Parker,. Elle a peut-être servi sous le règne de la reine Marie, de qui elle reçoit 2 yards de satin noir.
Elle meurt en 1545 ou dans les années 1550, en 1554 Gilman se marie pour la troisième fois.

### Artiste en Angleterre
J.D. Mackie, auteur de The Earlier Tudors, 1485-1558 suggère que des portraits et des miniatures du roi ont probablement été réalisés par Gérard, Lucas et Susannah.
« Cette Susanna Hornbaud aurait pratiqué la peinture en miniature en Angleterre et avec le plus grand succès, étant sous le patronage d'Henri VIII et de toute la Cour » a déclaré la Société des Antiquaires de Londres.
Elle a été décrite par les auteurs Lorne Campbell et Susan Foister comme « une excellente peintre et enlumineuse, qui avait trouvé la plus grande faveur à la cour d'Henry VIII en Angleterre ».

## Dans la fiction historique
Susanna Horenbout et John Parker sont les protagonistes d'une série de romans de fiction historique de Michelle Diener, publiés pour la première fois en 2011. Horenbout est dépeinte comme une « one part skilled painter and two parts damsel in distress », devenant plus tard « une héroïne plus active ».